# Fabiano Ribeiro de Freitas
Fabiano Ribeiro de Freitas (Mundo Novo, 29 de fevereiro de 1988) é um futebolista brasileiro que atua como goleiro. Atualmente joga pelo AC Omonia, time do Chipre.

## Carreira
Fabiano tem 1,97 m de altura e fez a sua estreia como profissional pelo São Paulo, no dia 13 de outubro de 2007, num jogo contra o Fluminense no Maracanã. O placar do jogo foi de 1 a 1, com Fabiano pegando um pênalti. Antes de defender o tricolor do Morumbi, atuou pelo Rio Branco de Americana, desde 2004, sendo contratado pelo São Paulo no início de 2007. Tem contrato com o tricolor paulista até 2011. Acabou ficando no São Paulo, Fabiano assinou contrato com os bicampeões nacionais no fim da temporada 2011/2012. Em meados de 2012, Fabiano assinou com o Porto por quatro anos. A administração da SAD já decidiu que Fabiano não vai ser emprestado ao Olhanense, ficando assim no plantel porque tem qualidades para ameaçar o habitual titular.
Em Outubro de 2019, o AC Omonia,do Campeonato Cipriota de Futebol assinou um contrato de 1 ano o goleiro Fabiano.

## Títulos
São Paulo
- Campeonato Brasileiro: 2007, 2008

Porto
- Supertaça Cândido de Oliveira: 2011–12
- Campeonato Português: 2012–13, 2017–18